# Ensheim (Saarbrücken)

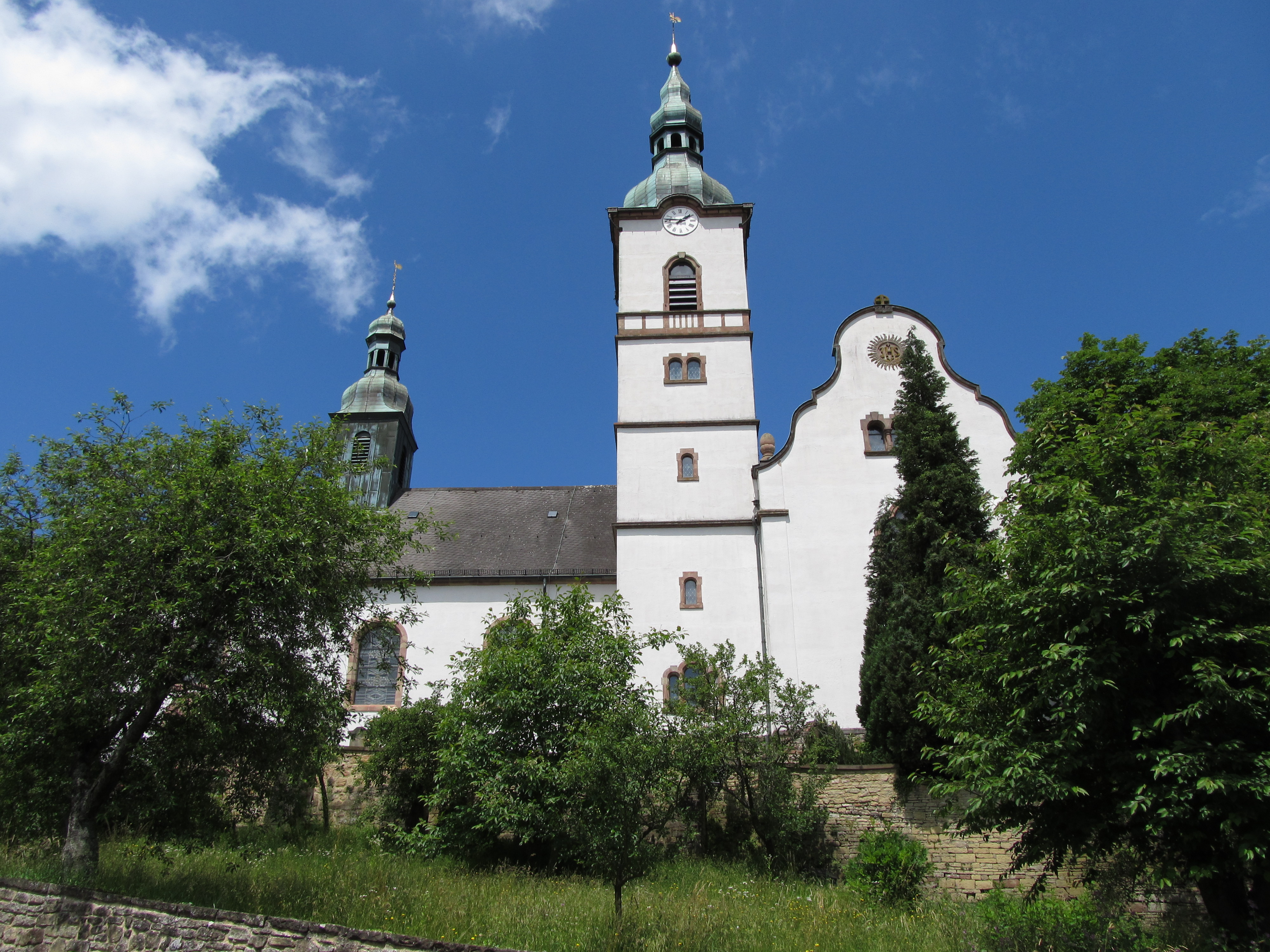
Die katholische Pfarrkirche St. Peter in Ensheim

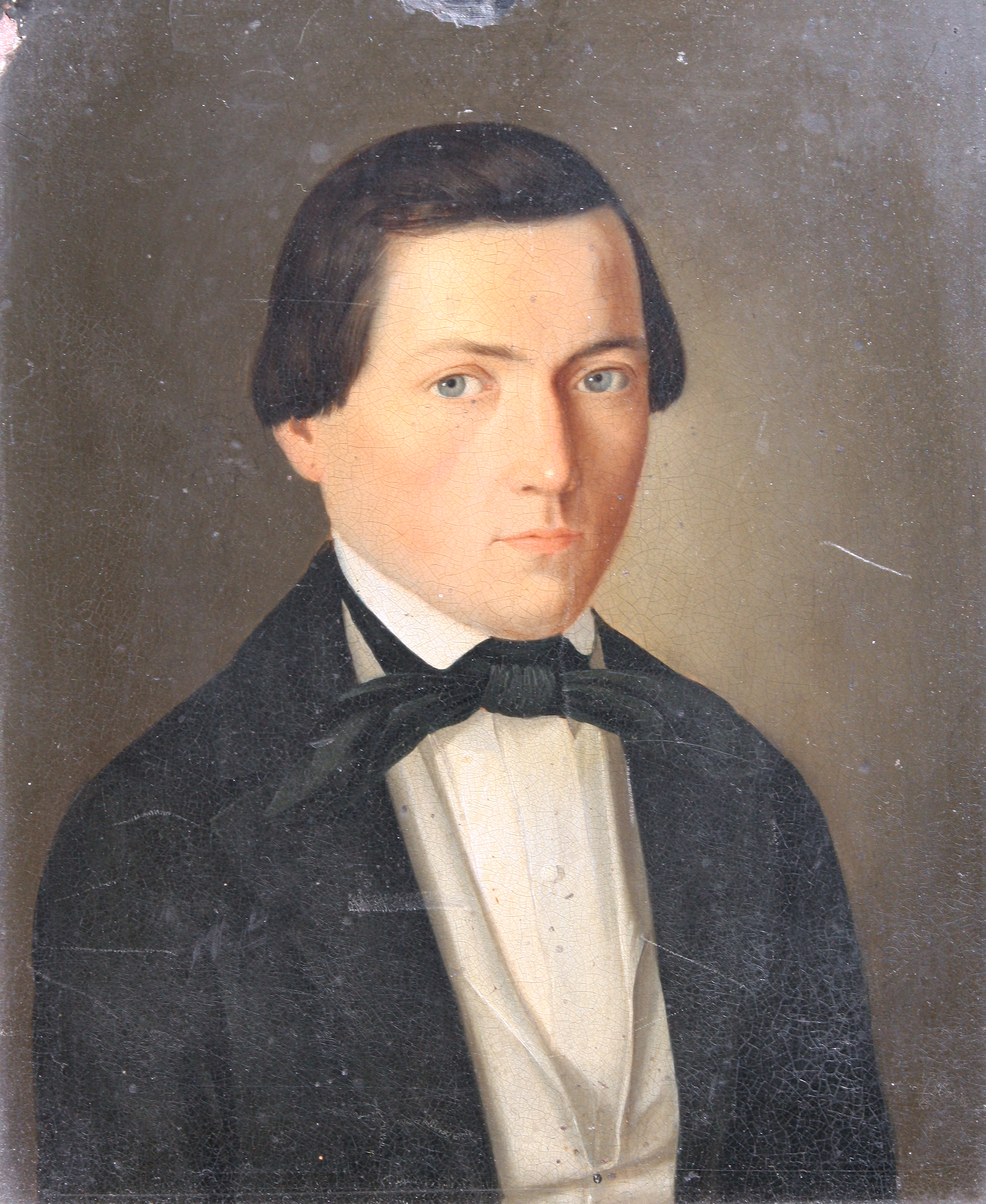
Peter Klein, 1870/71 Bürgermeister von Ensheim (Saar)

Ensheim ist der östlichste Stadtteil der saarländischen Landeshauptstadt Saarbrücken und liegt im Stadtbezirk Halberg. Dort lebten zum Stichtag 31. Dezember 2018 3432 Menschen; es handelt sich somit um den drittkleinsten Stadtteil im Bezirk.
Bis 1974 war Ensheim eine eigenständige Gemeinde im Landkreis Sankt Ingbert.

## Geographie
Ensheim liegt rund 9 km ostsüdöstlich der Saarbrücker Innenstadt, ist vom restlichen Stadtgebiet durch das Ensheimer Tal, in dem der Wieschbach fließt, getrennt und befindet sich direkt südlich vom Saarbrücker Flughafen. An den Hängen von Ensheimer Höhe (ca. 321 m; Ort des Flughafens) im Norden, Wickersberg (361,4 m) im Westen und Ormesberg  liegt es beiderseits des kleinen Aubachs, einem nördlichen Zufluss des nahen Saarbachs. Direkt nordwestlich des Dorfs entspringt der kleine Wieschbach-Zufluss Erlenbach.

## Geschichte
Der Ortsname auf „-heim“ gehört zu einem Ortsnamentypus, der im Frühmittelalter häufig gewählt wurde. Die schriftliche Überlieferung setzt im 12. Jahrhundert ein. 1121 besaß die Abtei St. Martin in Lubeln den vierten Teil der Kirche von Onsheim. 1264 erlangte die Abtei Wadgassen den Lubelner Besitz in Ensheim und vergrößerte ihn im Laufe der nachfolgenden Jahrzehnte durch Zukauf. Bis zur Auflösung der Abtei Wadgassen 1792 war die Abtei Grundherr in Ensheim. 1816 wurde Ensheim bayerisch und gehörte zur Pfalz (Bayern).
Nach dem Ersten Weltkrieg bestimmte der Versailler Friedensvertrag von 1919 die Bildung des Saargebietes als Mandat des Völkerbundes aus den südlichsten Teilen Preußens sowie dem westlichsten Teil der Westpfalz. Fortan gehörte Ensheim zum Saargebiet und später zum Saarland.
Die Zugehörigkeit zum Landkreis Sankt Ingbert wurde am 1. Januar 1974 mit der saarländischen Gebiets- und Verwaltungsreform aufgelöst. Ensheim ist seitdem ein Stadtteil von Saarbrücken innerhalb des Saarbrücker Stadtbezirks Halberg (→ Liste der Stadtteile Saarbrückens).

### Kirchengeschichte
Ensheim war bis zur Reformation katholisch mit fester Bindung an die Abtei Wadgassen. 1575 wurde durch den Grafen Philipp III. von Nassau-Saarbrücken (1574–1602) das Lutherische Bekenntnis eingeführt. 1680 wurde das Gebiet um Ensheim von Frankreich besetzt, das im Rahmen seiner Religionspolitik in den besetzten Gebieten den katholischen Glauben wieder herstellte. Auch nachdem Frankreich aufgrund des Friedens von Rijswijk 1697 die annektierten Gebiete an der Saar räumen musste, blieb die Rekatholisierung bestehen.
Erst am Anfang des 19. Jahrhunderts zogen auch Protestanten zu, die zunächst von Kirkel-Neuhäusel aus betreut wurden. 1852 wurde ein eigenes protestantisches Vikariat in St. Ingbert eingerichtet, zu dem neben Ensheim auch Eschringen und Ommersheim gehörten. Die ehemalige Zugehörigkeit Ensheims zur Pfalz bestimmt bis heute die kirchliche Organisation. Die Gemeinde Ensheim gehört als einzige Saarbrücker Gemeinde zur Evangelischen Landeskirche der Pfalz, während alle anderen Teile der Stadt zur Evangelischen Kirche im Rheinland gehören. Auch katholischerseits gehört die Bevölkerung Ensheims, wie auch die des Nachbarorts Eschringen, zum Bistum Speyer, während alle anderen Stadtteilen Saarbrückens zum Bistum Trier zählen.

## Politik

### Parteipolitische Tendenzen
Analysen der Stadt Saarbrücken bezeichnen Ensheim als Hochburg der CDU; alle anderen Parteien erzielten dort regelmäßig im Vergleich zur Gesamtstadt unterdurchschnittliche Ergebnisse.

### Wahlergebnisse
| Wahl                | Wahlbeteiligung | SPD    | CDU    | Die Linke | B’90/Grüne | FDP    | sonstige |
| ------------------- | --------------- | ------ | ------ | --------- | ---------- | ------ | -------- |
| Stadtratswahl 2009  | 36,5 %          | 19,1 % | 42 %   | 14,4 %    | 7,4 %      | 10,3 % | 6,8 %    |
| Landtagswahl 2009   | 71,3 %          | 15,7 % | 41,3 % | 21,3 %    | 5,7 %      | 11,1 % | 4,9 %    |
| Bundestagswahl 2009 | 77,6 %          | 17,8 % | 35,4 % | 22,0 %    | 6,9 %      | 13,0 % | 4,9 %    |
| Landtagswahl 2012   | 65,2 %          | 21,2 % | 40,0 % | 16,4 %    | 6,2 %      | 1,9 %  | 14,3 %   |
| Bundestagswahl 2013 | 75,5 %          | 24,2 % | 42,1 % | 10,0 %    | 5,5 %      | 5,2 %  | 13 %     |
| Stadtratswahl 2014  | 36,5 %          | 32,0 % | 30,4 % | 10,4 %    | 11,5 %     | 3,6 %  | 11 %     |

### Wappen
Das Wappen wurde am 21. Juni 1958 genehmigt.
Blasonierung: „Gespalten, rechts in Blau ein aus dem unteren Schildrand hervorkommender silberner Abtstab, links in Silber drei übereinandergestellte schrägliegende vierblättrige rote Rosen mit goldenen Butzen und grünen Kelchblättern.“
Die Farben des Ortes sind Blau – Weiß.
Der Abtstab betont die frühere Zugehörigkeit des Ortes zur Abtei Wadgassen, ebenso die Rosen, die im Siegel dieser Abtei (Madonna mit Rosen) enthalten sind. Die Farben deuten auf die spätere Zugehörigkeit zu Nassau-Saarbrücken hin.
Der Wappenentwurf stammt vom Landesarchiv Saarbrücken.

## Bauwerke
In der Denkmalliste des Saarlandes sind einige Bauwerke in Ensheim und außerhalb der Ortslage als Einzeldenkmal aufgeführt. Dazu zählen u. a. die katholische Pfarrkirche St. Peter (Saal 1755, Erweiterung Saal 1834, Querhaus, Chor und Turm von 1907 bis 1909, Ausstattung des 18. Jh.), die Propstei der Abtei Wadgassen mit Umfassungsmauer (Propsteigarten, Herrenhaus um 1750, Aufstockung 2. Hälfte 19. Jahrhundert) und der Ensheimer Hof.

## Persönlichkeiten
- Peter Adt (1798–1879), Unternehmer und Begründer der Pappmachédynastie Adt
- Peter Adt (1820–1900), Unternehmer der Pappmachédynastie Adt und Bürgermeister der Stadt Forbach in Lothringen
- Franz Adt (1822–1870), Unternehmer der Pappmachédynastie Adt und Abgeordneter des bayerischen Landtages
- Johann-Baptist Adt (1825–1913), Unternehmer der Pappmachédynastie Adt
- Peter Joseph Baltes (1827–1886), von 1869 bis 1886 Bischof der Diözese von Alton, Illinois, USA.
- Eduard Adt (1850–1919), Fabrikant der Pappmachédynastie Adt, Bürgermeister, Reichstagsabgeordneter und Ehrenbürger sowie Kommerzienrat und Geheimer Kommerzienrat (Geheimrat)
- Wilhelm Ludowici (1855–1929), Ziegelfabrikant (Falzziegelwerke Carl Ludowici)
- Oscar Orth (1876–1958), Chirurg und Leiter des Landeskrankenhauses in Homburg
- Jakob Eich O.S.F.S. (1888–1947), Salesianer-Oblatenpater, Bischof, 1942–1947 Apostolischer Vikar von Groß-Namaland in Namibia, mit Sitz in Keetmanshoop.
- Kilian Breier (1931–2011), Fotokünstler
- Karl Wannemacher (* 1951), deutscher Koch
- Franz Untersteller (* 1957), Umweltminister in Baden-Württemberg

## Vereine
Unter anderem gibt es in Ensheim einen Club für alte Traktoren, die IG der Landmaschinenfreunde Ensheim und Umgebung. Der Verein sammelt alte Landmaschinen, insbesondere Traktoren. Das alle zwei Jahre am zweiten Juliwochenende stattfindende Traktortreffen zählt zu den größten im Saarland.

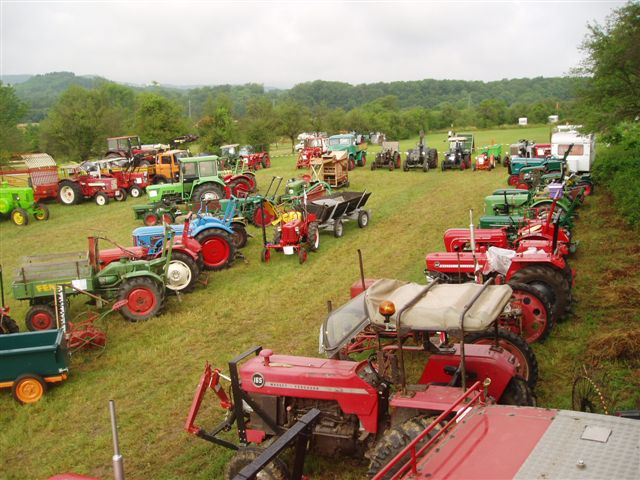
Traktortreffen in Ensheim 2005

Seit 1968 gibt es einen Tennisverein in Ensheim; 1956 wurde ein Modelleisenbahnclub gegründet. Im Jahr 1919 wurde mit dem 1. FC Ensheim der erste Fußballverein des Orts gegründet, im Jahr darauf folgte die Gründung der DJK Ensheim 1920. Mit dem TV Ensheim ist außerdem ein Turnverein in Ensheim beheimatet.
Im Jahre 1856 wurde in Ensheim der Musikverein Arion gegründet, der heute aus einem Schülerorchester, einem Jugendorchester und dem großen Orchester besteht. 1896 wurde in Ensheim der Kneipp-Verein Ensheim gegründet. Nach der Wiedergründung im Jahre 1953 zählt er heute ca. 260 Mitglieder. Der 2011 gegründete Karnevalsverein Ensemmer Aldi beschäftigt sich mit der Aufrechterhaltung der Ensheimer Fastnachts-Tradition. Seit 2018 besteht der Gewerbeverein Ensheim e. V. Er hatte im August 2019 60 Mitglieder.